# Anisodes melitia
Anisodes melitia là một loài bướm đêm trong họ Geometridae.